# Rafalus insignipalpis
Rafalus insignipalpis là một loài nhện trong họ Salticidae.
Loài này thuộc chi Rafalus. Rafalus insignipalpis được Eugène Simon miêu tả năm 1882.